# Sauk City
Sauk City – wieś w Stanach Zjednoczonych, w stanie Wisconsin, w hrabstwie Sauk.